# 感謝失戀
《感謝失戀》（日语： shitsuren arigatō */?）是日本女子偶像團體AKB48的第57張單曲，於2020年3月18日由國王唱片發行。同名標題曲由山內瑞葵擔任Center（中心成員），这是她首次擔任中心成員。

## 簡介
本张单曲与前作《持續愛你》相隔6个月发行，是AKB48於2020年发行的第一张单曲。单曲分為附赠DVD的Type A至Type C及只有CD的劇場盤，每版本收錄四首樂曲，包含依版本相異的一首B面曲及各曲目的純音樂。Type A至Type C另分為附有全國握手會參加券的初回限定盤，及附有生寫真的通常盤，兩者曲目相同，加上附有個別握手會參加券的劇場盤，合共七個版本。
中心成員由加入AKB48三年的山內瑞葵擔任，這次是她第四次成為選拔成員，並初次擔任中心成員。
选拔成员人数比前作减少1名，从19人变为18人，久保怜音和福岡聖菜自《Teacher Teacher》後相隔五作，峯岸南自《11月的腳鏈》後相隔七作再次成為選拔成員，而此作也是她自AKB48畢業前最後參與的單曲。前作選拔成員中，除了於2020年2月4日畢業的矢作萌夏外，倉野尾成美、坂口渚沙、松井珠理奈（SKE48）、石田千穗（STU48）皆未進入選拔名單。
歌曲于2月27日向井地美音担任主持人的广播节目《朱格拉周期～澤與美音的完全經濟學～》中首播。

## 封面寫真
| Type A 初回限定盤 | 村山彩希、山内瑞葵、岡田奈奈                                 |
| Type B 初回限定盤 | 横山由依、小栗有以、岡部麟                                   |
| Type C 初回限定盤 | 田中美久、柏木由紀、向井地美音                               |
| Type A 通常盤     | 峯岸南、小栗有以、横山由依、須田亞香里、山内瑞葵、白間美瑠   |
| Type B 通常盤     | 向井地美音、瀧野由美子、岡田奈奈、吉田朱里、久保怜音、岡部麟 |
| Type C 通常盤     | 柏木由紀、本間日陽、武藤十夢、村山彩希、福岡聖菜、田中美久   |
| 劇場盤            | 山内瑞葵                                                     |

## MV
感謝失戀
由伊勢田世山擔任導演，MV透過各成员不同的房间设计，展现不同的成员“私下生活”。本作是由在2020年揭開5G時代序幕的軟銀制作，進行了「多視點MV」的實驗，除本作外，還另外拍攝了由十八位選拔成員各自擔任主演的十八個版本的MV，並會於2020年3月27日在軟銀的應用程式FR SQUARE發佈。编舞由CRE8BOY完成。MV中的成员服饰上，不仅曾表示喜欢蝴蝶结的Center山内的贝雷帽及胸口装饰有蝴蝶结，其余选拔成员的服装也以蝴蝶结为装饰。
直到再見面的那天
MV中的二十一張椅子是按照獨立單曲櫻花花瓣的封面寫真的成員站位排列，其他成員均已畢業，最後的一期生峯岸南獨自坐在當時的位置。峯岸將蠟燭的火光傳給後輩，和後輩燃起數百火光，這正是從一期生開始的火已經成為有數百名成員的AKB48集團的表現。

## 收錄歌曲

### Type A
| CD   | CD                                | CD     | CD       | CD       | CD   |
| 曲序 | 曲目                              |        | 作曲     | 编曲     | 时长 |
| ---- | --------------------------------- | ------ | -------- | -------- | ---- |
| 1.   | 感謝失戀                          | 秋元康 | 村上遼   | 若田部誠 | 4:36 |
| 2.   | 直到再見面的那天（峯岸南畢業曲）  | 秋元康 | 三谷秀甫 | 三谷秀甫 | 4:00 |
| 3.   | 感謝失戀 (off vocal ver.)         |        | 村上遼   | 若田部誠 | 4:35 |
| 4.   | 直到再見面的那天 (off vocal ver.) |        | 三谷秀甫 | 三谷秀甫 | 3:58 |

| DVD  | DVD                          | DVD        | DVD  |
| 曲序 | 曲目                         | 导演       | 时长 |
| ---- | ---------------------------- | ---------- | ---- |
| 1.   | 感謝失戀 Music Video         | 伊勢田世山 | 4:53 |
| 2.   | 直到再見面的那天 Music Video |            | 4:00 |

### Type B
| CD   | CD                        | CD     | CD        | CD       | CD   |
| 曲序 | 曲目                      |        | 作曲      | 编曲     | 时长 |
| ---- | ------------------------- | ------ | --------- | -------- | ---- |
| 1.   | 感謝失戀                  | 秋元康 | 村上遼    | 若田部誠 | 4:36 |
| 2.   | 回憶吾友（1st Campus）    | 秋元康 | KUROKO 、 | KUROKO   | 4:53 |
| 3.   | 感謝失戀 (off vocal ver.) |        | 村上遼    | 若田部誠 | 4:35 |
| 4.   | 回憶吾友 (off vocal ver.) |        | KUROKO 、 | KUROKO   | 4:50 |

| DVD  | DVD                  | DVD        | DVD  |
| 曲序 | 曲目                 | 导演       | 时长 |
| ---- | -------------------- | ---------- | ---- |
| 1.   | 感謝失戀 Music Video | 伊勢田世山 | 4:53 |
| 2.   | 回憶吾友 Music Video |            |      |

### Type C
| CD   | CD                        | CD     | CD     | CD       | CD   |
| 曲序 | 曲目                      |        | 作曲   | 编曲     | 时长 |
| ---- | ------------------------- | ------ | ------ | -------- | ---- |
| 1.   | 感謝失戀                  | 秋元康 | 村上遼 | 若田部誠 | 4:36 |
| 2.   | 匆匆忙忙（Team 8）        | 秋元康 | 名雪亘 | 名雪亘   | 4:36 |
| 3.   | 感謝失戀 (off vocal ver.) |        | 村上遼 | 若田部誠 | 4:35 |
| 4.   | 匆匆忙忙 (off vocal ver.) |        | 名雪亘 | 名雪亘   | 4:34 |

| DVD  | DVD                  | DVD        | DVD  |
| 曲序 | 曲目                 | 导演       | 时长 |
| ---- | -------------------- | ---------- | ---- |
| 1.   | 感謝失戀 Music Video | 伊勢田世山 | 4:53 |
| 2.   | 匆匆忙忙 Music Video |            |      |

### 劇場盤
| CD   | CD                        | CD     | CD     | CD       | CD   |
| 曲序 | 曲目                      |        | 作曲   | 编曲     | 时长 |
| ---- | ------------------------- | ------ | ------ | -------- | ---- |
| 1.   | 感謝失戀                  | 秋元康 | 村上遼 | 若田部誠 | 4:36 |
| 2.   | 愛過的人                  | 秋元康 | NAZCA  |          |      |
| 3.   | 感謝失戀 (off vocal ver.) |        | 村上遼 | 若田部誠 | 4:35 |
| 4.   | 愛過的人 (off vocal ver.) |        | NAZCA  |          |      |

## 選拔成員

### 感謝失戀
（中心成員：山內瑞葵）
- Team A：向井地美音、橫山由依
- Team K：峯岸南、武藤十夢
- Team B：柏木由紀、久保怜音、福岡聖菜
- Team 4：村山彩希、山內瑞葵
- Team 4／STU48：岡田奈奈
- Team 8／Team A：岡部麟、小栗有以
- SKE48 Team E：須田亞香里
- NMB48 Team N：吉田朱里
- NMB48 Team M：白間美瑠
- HKT48 Team H：田中美久
- NGT48：本間日陽
- STU48：瀧野由美子

### 直到再見面的那天
峯岸南畢業曲
（中心成員：峯岸南）
- Team A：篠崎彩奈、向井地美音
- Team K：込山榛香、峯岸南、茂木忍
- Team B：岩立沙穗、北澤早紀
- Team 4：村山彩希
- Team 4 / STU48：岡田奈奈

### 回憶吾友
「1st Campus」名義
（中心成員：大盛真步）
- Team A：田口愛佳、千葉惠里、西川怜
- Team B：大盛真步
- Team 4：淺井七海
- Team 8：鈴木優香
- SKE48 Team E：熊崎晴香、末永櫻花
- NMB48 Team BII：梅山戀和、山本彩加
- HKT48 Team KIV：運上弘菜
- HKT48 Team TII：松岡花
- NGT48：小熊倫實
- NGT48 研究生：安藤千伽奈
- STU48：石田千穗、藪下楓
鈴木優香和安藤千伽奈是首度參加AKB48單曲的錄製。

### 匆匆忙忙
「Team 8」名義
（中心成員：小栗有以）
- Team 8 / Team A：岡部麟、小栗有以、下尾美羽
- Team 8 / Team K：小田繪里奈、倉野尾成美
- Team 8 / Team B：川原美咲、吉川七瀨
- Team 8 / Team 4 ：大西桃香、行天優莉奈、坂口渚沙、永野芹佳

### 愛過的人
（中心成員：岡田奈奈）
- Team A：向井地美音、横山由依
- Team K：武藤十夢
- Team B：大盛真步、柏木由紀、久保怜音
- Team 4：村山彩希、山內瑞葵
- Team 4 / STU48：岡田奈奈
- Team 8 / Team A：岡部麟、小栗有以
- Team 8 / Team K：倉野尾成美
- Team 8 / Team 4：坂口渚沙
- SKE48 Team E：須田亞香里
- NMB48 Team N：吉田朱里
- NMB48 Team M：白間美瑠
- HKT48 Team H：田中美久
- NGT48：本間日陽
- STU48：石田千穗、瀧野由美子

## 外部鏈結
- 國王唱片官方網站（日語）
  - 初回限定盤 Type-A （页面存档备份，存于）
  - 初回限定盤 Type-B （页面存档备份，存于）
  - 初回限定盤 Type-C （页面存档备份，存于）
  - 通常盤 Type-A （页面存档备份，存于）
  - 通常盤 Type-B （页面存档备份，存于）
  - 通常盤 Type-C （页面存档备份，存于）
  - 劇場盤 （页面存档备份，存于）
- YouTube上的AKB48 MV「失恋、ありがとう」（日語）